# Radio Bačka
Radio Bačka je javna radijska postaja iz gradića Bača u autonomnoj pokrajini Vojvodini u Republici Srbiji. Trenutno je vlasnik lokalna samouprava.
Osnovana je pod imenom Radio Bač na 1. svibnja 1967.
Članica je Asocijacije podunavskih radijskih postaja.
Danas emitira program svakodnevno od 8 do 20 sati.
Radio Bačka emitira programe i na manjinskim jezicima. Na slovačkom se program priprema u studiju u Selenči, Na hrvatskom jeziku postoji od 2006. jednosatna emisija Zvuci bačke ravnice koju priprema HKUD-a "Dukat" iz Vajske, a koja ide jednom tjedno, a uređivali su ju Pavle Pejčić i Ivica Straćinski. Nakon sastanka čelništva hrvatske zajednice koje su predvodili predsjednik DSHV-a Petar Kuntić i predsjednik HNV R. Srbije dr Slaven Bačić s gradonačelnikom Bača Tomislavom Bogunovićem od 6. prosinca 2010., dogovoreno je da će se od 1. siječnja 2011. emisija na hrvatskom jeziku produljiti na dva sata. Radio Bač je prije svih drugih dao potporu emisiji na hrvatskom jeziku .
U planu su programi na romskom, rumunskom i mađarskom jeziku. 

## Urednici
- Milan Vranešević